# Qasr al-Hosn

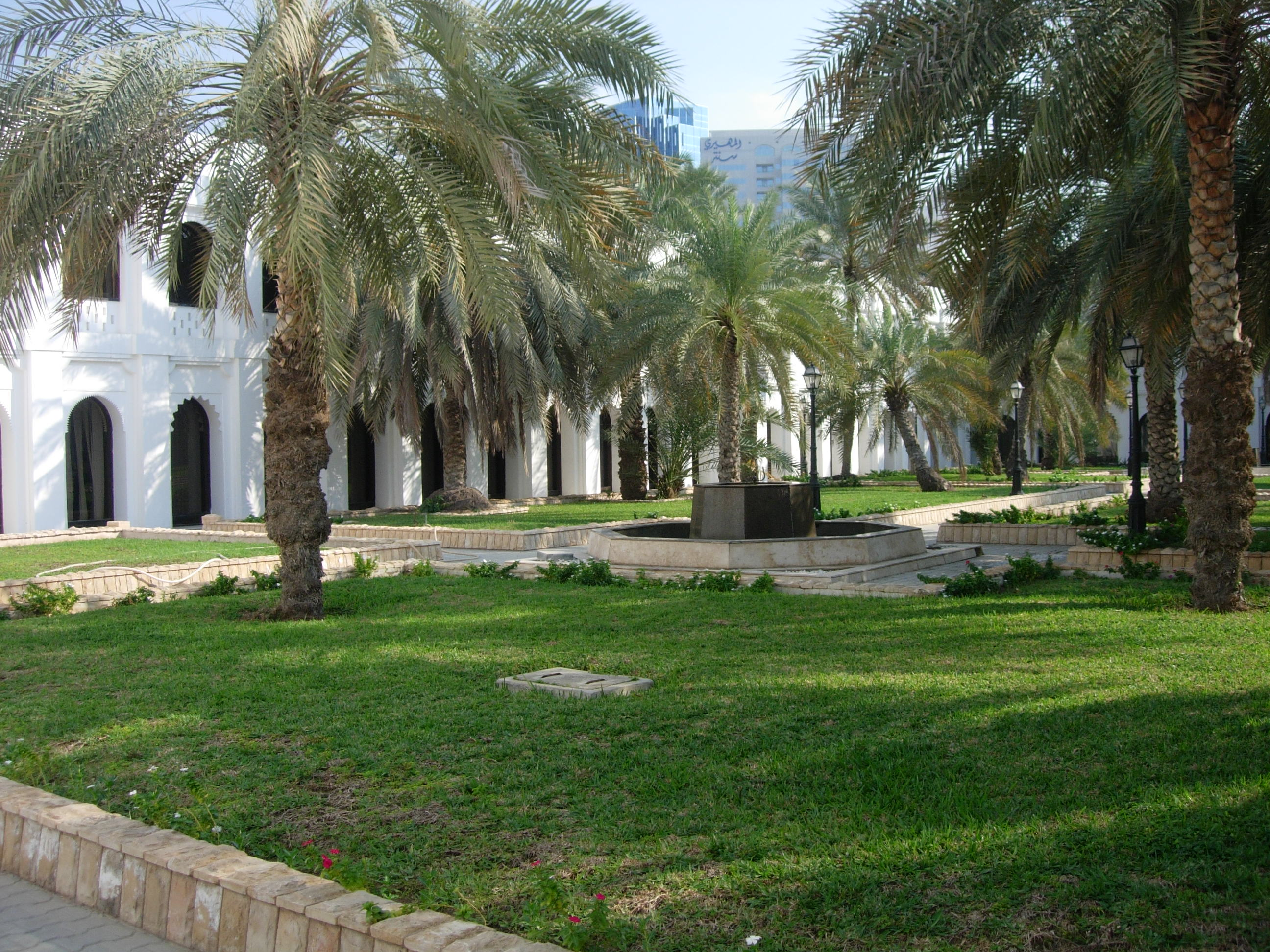
Interior do forte em 2005

O Qasr al-Hosn (em árabe: قصر الحصن; lit: "Palácio Fortificado"), também chamado Qasr al-Husn, Qasr al-Hisn, Forte Velho e Forte Branco, é um antigo forte e palácio da segunda metade do século XVIII que é o edifício de pedra mais antigo da cidade de Abu Dabi, a capital dos Emirados Árabes Unidos. Foi originalmente construído em 1761 pelo xeique Dhiab bin Isa, líder das tribos Bani Yas, a que pertencem os atuais emires e é considerado o principal marco histórico do Emirado de Abu Dabi.
O forte foi a residência dos emires de Abu Dabi até 1966. Em 2018 foi transformado num centro cultural, que inclui um museu onde estão expostos artefatos e materiais de arquivo relacionados com a história de Abu Dabi, alguns datados do 6,º milénio a.C. e um centro de artesanato tradicional. Situa-se na Avenida Rashid bin Saeed al Maktoum e integra o complexo da sede da Fundação Cultural de Abu Dabi.

## História
O edifício original, construído em 1761 pelo xeique Dhiab bin Isa, era apenas uma torre cónica de vigia, destinada a defender o único poço de água doce da ilha de Abud Dabi. Em 1793, o sucessor de Dhiab ibn Isa, Shakhbut bin Dhiab (r. 1793–1816) construiu junto à torre um castelo, do qual fez a sua residência permanente quando transferiu a sua capital do oásis de Liwa para a costa do golfo Pérsico.
O forte-palácio foi o símbolo do poder da dinastia al Abu Falah dos al Nahyans, que também servia de refúgio para a população durante os períodos de turbulência e de majlis para resolver disputas civis. Ao longo dos século foi objeto de várias obras de ampliação e renovação.
O edifício tomou a sua forma atual no final da década de 1930, quando foram feitas obras de ampliação financiadas pelas primeiras licenças de exploração de petróleo concedidas pelo emir Shakhbut bin Sultan al Nahyan. Foi a residêncial oficial e sede do governo do emirado até 1966, quando Shakbut foi deposto por Zayed bin Sultan al Nahayan.
Em 2018, depois de ter passado por obras que duraram mais de 11 anos, foi transformado num centro cultural que inclui um museu que mostra a história de Abud Dabi, principalmente desde o século XVIII, quando era uma aldeia de pesca e de extração de pérolas, até se tornar uma metrópole no século XXI, também de épocas anteriores.

## Festival Qasr al-Hosn
Desde 2013 que todos os anos o monumento é palco do Festival do Qasr al-Hosn, durante o qual são abertas ao público algumas áreas normalmente não acessíveis e são realizados eventos culturais de tipos muito variados, como conferências e exposições sobre história e cultura, atividades para crianças, e espetáculos de música e dança que apresentam o património cultural dos Emirados Árabes Unidos.